# Selbstkosten
Unter Selbstkosten (englisch Prime costs) versteht man in der Kalkulation die bei der Produktion von Gütern und Dienstleistungen beim einzelnen Kostenträger entstandenen Kosten.

## Allgemeines
Die Ermittlung der Selbstkosten bildet die Grundlage betrieblicher Kalkulationen. Die Höhe der Selbstkosten wird durch die Selbstkostenrechnung ermittelt. Eine erste spezifische Publikation zu den Selbstkosten wurde 1921 von Kurt Tecklenburg veröffentlicht. Es folgte 1923 eine weitere von Otto Schulz-Mehrin, die sich mit den Auswirkungen der Inflation 1923 auf die Selbstkostenrechnung befasste. Eugen Schmalenbach wies 1925 darauf hin, dass unter den Zwecken der Selbstkostenrechnung zwei besonders hervorragen, und zwar sowohl als Grundlage der Preiskalkulation zu dienen als auch der Ermittlung des günstigsten Produktionsprogramms und Beschäftigungsgrades. Mit dem Zusammenhang zwischen Selbstkosten und schwankenden Beschäftigungsgraden befasste sich im Jahre 1925 auch Hans Müller-Bernhardt. Da die Selbstkostenrechnung primär der Preiskalkulation dient, sind die Selbstkosten die wichtigste untere Orientierungsgröße bei der Preisfindung. Die Ermittlung der Selbstkosten ist Ziel der differenzierenden Zuschlagskalkulation.
Im Rahmen der Vollkostenrechnung werden die Selbstkosten insgesamt dem Produkt zugerechnet, während in der Teilkostenrechnung nur die variablen Kostenbestandteile der Herstell-, Verwaltungs- und Vertriebskosten in die Selbstkostenermittlung eingehen.

## Ermittlung
Die Selbstkosten setzen sich aus folgenden Kostenarten zusammen:
| + Materialeinzelkosten                     |   | MEK  |
| + Materialgemeinkosten                     |   | MGK  |
| = Materialkosten                           | + | MK   |
| + Fertigungseinzelkosten                   |   | FEK  |
| + Fertigungsgemeinkosten                   |   | FGK  |
| + Entwicklungskosten                       |   | EK   |
| = Fertigungskosten                         | + | FK   |
| = Herstellkosten (MK + FK)                 | = | HK   |
| + Gemeinkosten Forschungs- und Entwicklung |   | FEGK |
| + Verwaltungs- und Vertriebsgemeinkosten   |   | VVGK |
| = Selbstkosten                             |   | SK   |

## Betriebswirtschaftliche Aspekte und Kennzahlen
Selbstkosten enthalten mithin die Material-, Fertigungs-, Entwicklungs-, Verwaltungs- und Vertriebskosten. Die Material- und Fertigungskosten bilden dabei den Block der Herstellkosten. Die Verteilung der Verwaltungs-, Vertriebs- und Entwicklungskosten auf die Kostenträger orientiert sich an den Herstellkosten des Umsatzes. Sie sind die Herstellkosten der Produktion, bereinigt um Bestandsveränderungen. Diese Struktur wird vorwiegend in Fertigungsbetrieben verwendet. Im Handel sind die Selbstkosten die Summe aus Einstandspreis und Handlungskosten. Scharf zu unterscheiden von diesem Schema sind die Kostenträgerstück- und die Kostenträgerzeitrechnung.
Die Gesamtsumme der Selbstkosten {\displaystyle SK} wird durch einfache Divisionskalkulation auf die Anzahl der Kostenträger {\displaystyle KT} verteilt:
{\displaystyle {\text{SK pro Einheit}}={\frac {\text{SK}}{\text{Anzahl der KT}}}}
Verteilen sich beispielsweise in einem Hotel die Selbstkosten von 500.000 Euro jährlich auf 25 Hotelzimmer, so betragen die Selbstkosten pro Zimmer und pro Tag rund 54,80 Euro. Die Frequenz (oder Kapazitätsauslastung) ermittelt sich durch
{\displaystyle {\text{Frequenz}}={\frac {\text{SK pro Einheit}}{\text{Auslastung}}}}
Werden pro Jahr 5.840 Übernachtungen verkauft (bei 7.300 möglichen Übernachtungen) und die Selbstkosten liegen bei 54,80 Euro, so ergibt sich bei dieser Auslastung von 80 % ein auslastungsbedingter Selbstkostenbetrag von 68,50 Euro pro Kostenträger (Zimmer). Dieser Betrag sinkt bei steigender Auslastung und umgekehrt. Liegt beispielsweise die Auslastung bei 95 %, so ergibt sich ein Selbstkostenbetrag von rund 57,70 Euro.
Die Selbstkosten bilden in der Kalkulation den Ausgangspunkt der Preisermittlung:
```
    Selbstkosten
    + 
Gewinnaufschlag

    = 
Verkaufspreis
 (netto)
```

Da bei konstantem Gewinnaufschlag die Selbstkosten auslastungsbedingt schwanken können, sinken die Verkaufspreise bei steigender Auslastung. Werden die Preise hingegen konstant gehalten, steigt der Gewinn proportional an.
Selbstkostenzuschläge können einstufig aber auch mehrstufig durchgeführt werden. Anwendung findet der Ansatz v. a. in Unternehmen, die nach dem Center-Konzept gegliedert sind:
```
    Selbstkosten Unternehmen i
    + Selbstkosten Unternehmen i+1
   (+ Selbstkosten Zentrale)
    + 
Gewinnaufschlag

    = 
Verkaufspreis
 (netto)
```

Die Selbstkosten bilden nicht die Obergrenze für die handelsrechtlichen Herstellungskosten; deren Obergrenze liegt in der Regel vielmehr unterhalb der Selbstkosten. Einerseits gehören nämlich nach § 255 Abs. 2 Satz 6 HGB die Vertriebskosten nicht zu den Herstellungskosten, andererseits müssen die Selbstkosten um die so genannten Zusatzkosten (kalkulatorische Abschreibungen und kalkulatorische Zinsen) gekürzt werden.

## Rechtliches
Der Selbstkostenpreis soll Käufern suggerieren, dass ein Unternehmer seine Waren ohne Gewinn verkauft, denn die Selbstkosten pro Einheit sind dann mit dem Verkaufspreis identisch. Der Selbstkostenpreis ist rechtlich der Preis, der die Selbstkosten einer Ware deckt. Selbst eine Preisgestaltung unter Selbstkosten, jedenfalls wenn die Selbstkosten nur zeitweilig oder gelegentlich unterschritten werden, sind dem Bundesgerichtshof zufolge wettbewerbsrechtlich nicht zu beanstanden. Ein Verkauf unterhalb des Selbstkosten- oder Einstandspreises war jedoch nach der Rechtsprechung bereits seit 1979 dann als unlauter zu qualifizieren, wenn er eine allgemeine Marktbehinderung darstellte. Sie ist dann zu bejahen, wenn die Preisunterbietung sachlich nicht gerechtfertigt ist und dazu führen kann, dass Wettbewerber vom Markt verdrängt werden und der Wettbewerb auf dem betreffenden Markt völlig oder nahezu aufgehoben wird. Diese Rechtsprechung hat der Gesetzgeber aufgegriffen und das Angebot unter Einstandspreis in der 6. Novelle zum GWB seit Januar 1999 ausdrücklich verboten. Danach ist der Verkauf von Waren und gewerblichen Leistungen unter dem Einstandspreis „Unternehmen mit gegenüber kleinen und mittleren Wettbewerbern überlegener Marktmacht“ untersagt, wenn er nicht nur gelegentlich erfolgt oder „sachlich gerechtfertigt“ ist (§ 20 Abs. 3 GWB). Genaugenommen ist nicht erst der Verkauf, sondern bereits ein Angebot unter Einstandspreis untersagt.